# Saigyō
Saigyō o Saigyō Hōshi (西行法師?  Kioto, 1118 – provincia de Kawachi, 1190) fue un monje y poeta japonés de finales de la era Heian y comienzos de la era Kamakura.

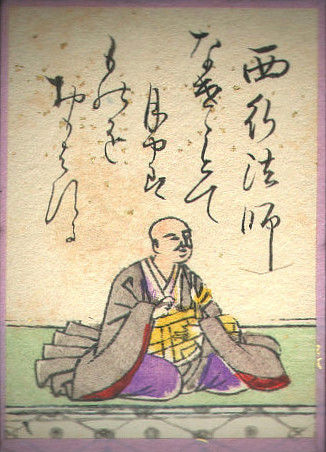
Saigyō Hōshi en el Ogura Hyakunin Isshū.

Nació en una familia noble en Kioto, con el nombre de Satō Norikiyo, durante un momento tenso en donde el poder del país estaba pasando de las familias cortesanas a los clanes samurái. También durante su vida, el budismo había entrado en un período de declive, en donde predominaba el concepto de Mappō. Estos cambios condujeron a que sus obras poéticas tuvieran una fuerte sensación de melancolía.
Durante su juventud, fue guardián del Enclaustrado Emperador Toba, pero en 1140, a la edad de 22 años, decide cambiar su estilo de vida de manera drástica convirtiéndose en un monje budista, y toma el nombre religioso de En'i (円位). Posteriormente tomó el seudónimo de “Saigyō”, que significa “Viajero del Oeste”, haciendo referencia al Buda Amida y al Paraíso Occidental. Vivió como ermitaño en largos períodos en Saga, el Monte Koya, el Monte Yoshino, Ise y otros lugares, pero es mayormente conocido su largo viaje al norte de Honshu, en donde realizó varios viajes poéticos. Este suceso sería inspirado posteriormente por Matsuo Bashō en la obra Oku no Hosomichi.
Tuvo una fuerte amistad con Fujiwara no Teika. Algunas obras de Saigyō se encuentran en las antologías poéticas Sankashū, Shin Kokin Wakashū y Shika Wakashū. Falleció en el Templo Hirokawa en la provincia de Kawachi (actual prefectura de Osaka) a la edad de 72 años.

## Estilo
Durante su vida, el Man'yōshū ya no era una obra influyente en la poesía waka; y había sido reemplazado por la antología Kokin Wakashū, de carácter subjetivo, con juegos de palabras y una dicción elegante (ni coloquial ni imitado de la poesía china). Con la compilación del Shin Kokin Wakashū, en donde las poesías de Saigyō y otros contemporáneos fueron publicadas, tenían poca subjetividad, no había juegos de palabras, muy repetitivas con pocos verbos y muchos sustantivos, dando un carácter sombrío y melancólico.
Dado la crisis política surgida a finales de la era Heian y comienzos de la era Kamakura, Saigyō se enfocó no solo en la reclamación de un cambio, sino en aplicar los conceptos de wabi-sabi (soledad) y kanashi (tristeza). Como monje budista, en sus obras se enfocó también al mundo y a la belleza de la naturaleza.